# Cantó de Plasença
El cantó de Plasença és un cantó del departament francès del Gers amb les següents communes:
- Beumarchés
- Caüsac d'Ador
- Canet
- Colomer e Mont Devath
- Galiatz
- Gots
- Isòtges
- Ju e Bethlòc
- La Serrada
- Plasença
- Preishac d'Ador
- Sent Aunís e Lengròs
- Tasca
- Tièste e Los Uranhós

## Història
| Data d'elecció                           | Identitat              | Partit | Qualitat |
| ---------------------------------------- | ---------------------- | ------ | -------- |
| 1985-1992                                | Jean-Louis Quéreillahc | PS     |          |
| 1992-                                    | Régis Soubabère        | UMP    |          |
| les dades anteriors no són pas conegudes |                        |        |          |
|                                          |                        |        |          |

## Demografia
| 1962  | 1968  | 1975  | 1982  | 1990  | 1999  | 2006  |
| ----- | ----- | ----- | ----- | ----- | ----- | ----- |
| 4.082 | 4.391 | 4.236 | 4.163 | 4.120 | 4.081 | 4.206 |